# Train of Thought (Cher)
Train of Thought è il secondo singolo pubblicato dalla cantante-attrice statunitense Cher dal suo album Dark Lady del 1974. 

## Successo commerciale
Ha raggiunto la posizione numero 27 della classifica Billboard Hot 100 e la posizione numero 9 della classifica Hot Adult Contemporary Tracks. Allmusic ha descritto questo brano come "rock grezzo ed in rapida evoluzione."

## Classifiche
| Classifica (1974)                           | Posizione Massima |
| ------------------------------------------- | ----------------- |
| Canada                                      | 22                |
| Stati Uniti                                 | 27                |
| Stati Uniti (Hot Adult Contemporary Tracks) | 9                 |